# Kimiangatau
Kimiangatau es una localidad de Islas Cook. Fue fundado en 1904 tras la animosidad entre los seguidores de la Sociedad Misionera de Londres y la recién instaurada Iglesia Católica Romana.

## Ubicación
Kimiangatau se sitúa en la Isla Maʻuke, en Islas Cook.